# Lättklinkerbetong
Lättklinkerbetong är en typ av lättballastbetong: ett byggnadsmaterial där den vanliga betongens ballast delvis ersatts av kulor av sintrad lera, så kallad klinker. Lättklinkerkulorna framställs typiskt av kalkfattig lera som upphettas till cirka 1 150 °C, då leran dels expanderar och dess yta sintrar ihop. Efter avsvalning har kulorna ett tättslutande keramiskt skal och en hög andel luft innanför skalet, vilket dels ger låg densitet och dels ger värmeisolerande egenskaper.
Tryckhållfastheten hos lättklinkerbetong är relativt god, men minskar med ökad andel sintrad lera.